# 大阪事件

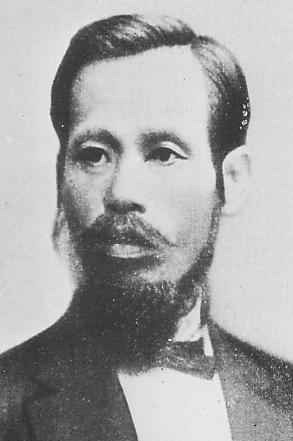
大井憲太郎

大阪事件（おおさかじけん）とは、1885年（明治18年）に起こった自由民権運動の激化運動の一つで、自由党左派のくわだてた朝鮮内政改革運動である。

## 経緯
1882年（明治15年）の壬午軍乱を契機として朝鮮問題が複雑化を呈するとともに、自由党首脳部もこれに強い関心を寄せ、とくに独立党の金玉均らを支援する態度をとった。1884年（明治17年）、後藤象二郎は板垣退助とともに資金をフランス公使にあおぎ、朝鮮の宮廷改革運動にのりだそうとした。ところが、この動きを察知した政府は機先を制して独立党人士によるクーデタを支援した。しかし、このクーデタは清国の介入によってわずか3日で頓挫した（甲申政変）。

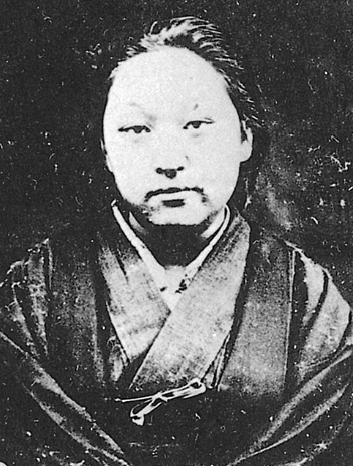
「東洋のジャンヌ・ダルク」といわれた景山英子（福田英子）

1885年（明治18年）、自由党左派の活動家であった大井憲太郎らは、このような自由党首脳部や日本政府による朝鮮の内政改革策とは異なった立場から出発し、朝鮮人民による独立の闘いと日本国内の自由民権運動を結びつけて両国にまたがる一種の民主主義革命をめざした。大井憲太郎を中心に、景山英子や小林樟雄、磯山清兵衛・新井章吾・稲垣示ら旧自由党の一部は、同志を率いて朝鮮半島に渡り、クーデタをおこして事大党政権を倒し、独立党政権を打ち立てようと準備をすすめた。かれらは、甲申政変でクーデタに失敗した独立党の金玉均らを支援し、朝鮮に立憲体制を築いて、清国から独立させて改革を進めようという計画を立てたのである。国内における自由民権運動が政府の弾圧のため閉塞したため、海外に進出することで日本の国威を発揚し、また国内改革をも図ろうとしたものであった。
爆弾を製造したり、資金を集めるため強盗も行われたが、磯山の変心によって実行前に計画が発覚し、139人が逮捕された。小林・磯山は外患罪で軽禁獄6年の刑に処せられ、天野政立などのその他多くの人に刑罰があたえられた。クーデタ計画の中心人物である大井と朝鮮渡航部隊の責任者となった新井は重懲役9年の判決を受けた。
1887年（明治20年）、大阪市天王寺区にある壽法寺で大阪事件関係者の慰霊祭が行われた。この事件で逮捕された福島県出身の加藤宗七が送検前に、群馬県出身の山崎重五郎、長野県出身の土屋市助、茨城県出身の川北虎之助がそれぞれ予審中に病死しており、この4人のためにひらかれたものである。
1889年（明治22年）2月、大日本帝国憲法発布の恩赦によって大井らは釈放された。
福田英子（景山英子）の著書、『妾の半生涯』には、このときの収監の状況が描かれている。景山英子は大阪事件では爆発物運搬などに協力して投獄された。出獄後は大井憲太郎と内縁関係にあったこともある。その後、万朝報記者福田友作と結婚して福田英子となった。のちに社会主義者となった英子は、この事件を回想してあまりに国権主義的であったと批判している。なお、稲垣示は、入獄中に詠んだ短歌300首を、のちに『狭衣集』としてまとめて刊行している。
のちに近代的な文芸評論で名をはせる詩人北村透谷は当時若年ながら自由民権運動に参加していた。ところが、この計画の資金繰りのための強盗行為に誘われたため、思い悩んだ末、運動を離脱した。ただし、1889年に発表した長編詩「楚囚之詩」には、この事件のおもかげがあるといわれている。